# Sremska Mitrovica

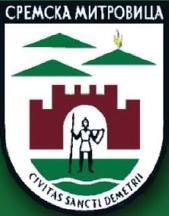
Stema localității Sremska Mitrovica

Sremska Mitrovica (în sârbă Сремска Митровица, în croată Srijemska Mitrovica, în maghiară Szávaszentdemeter, în germană Syrmisch-Mitrowitz, în română Sremska Mitrovița) este un oraș în Serbia, situat în provincia autonomă Voivodina. Orașul este situat pe teritoriul vechiului oraș Sirmium, din timpul Imperiului Roman.
Sremska Mitrovica este centrul administrativ al districtului Sirmia (în sârbă Srem). În 2002, orașul număra 39.084 de locuitori.

## Numele orașului
Sub Imperiul Roman, orașul era cunoscut sub numele de Sirmium. Regiunea Sirmia își trage numele de la numele orașului.
La începutul anilor 1180, orașul Sfântului Dumitru a devenit Dmitrovița, apoi Mitrovița și, în sfârșit, Sremska Mitrovița, denumire care semnifică «Mitrovița Sirmiei», întrucât există și o Mitrovița în Kosovo, precum și o Mitrovița Maciva.

## Geografie
Orașul Sremska Mitrovica este situat pe malurile Savei, în regiunea Sirmia.

## Istorie

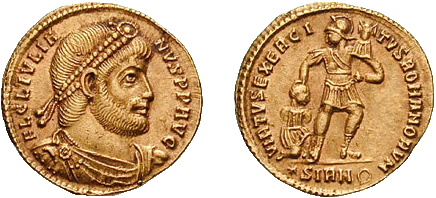
Solidus emis sub Iulian Apostatul, la monetăria din Sirmium; avers: FL CL IVLIA-NVS P P AVG, diademă perlată, mantie și platoșă, bust spre dreapta; revers: VIRTVS EXERCI-TVS ROMANORVM; soldat, în armură, în picioare, cu capul spre stânga și un trofeu peste umărul stâng, ține cu mâna dreaptă părul capului unui captiv îngenuncheat; *SIRM

Sremska Mitrovica, sub numele de Sirmium, a fost o colonie romană în Panonia inferior, fondată sub Flavieni în fața amenințărilor Dacilor. La Sirmium a fost martirizat preotul creștin Montanus, sărbătorit de ortodocșii și greco-catolicii români (pe 26 martie), precum și de cei sârbi.
Situația sageografică a făcut din colonia Sirmium o poziție cheie a limesului danubian. În fața teritoriului iazigilor, aflat între Pannonia și Dacia, Sirmium a protejat importantul drum roman ce trecea prin văile Savei, Dunării și Moravei, la răspântia drumurilor dinspre Mursa și Naissus.
Sirmium a devenit o bază importantă a armatei din Illiria, pe marele drum terestru dintre Occidentul și Orientul roman. Importanța sa s-a întărit prin prezența unui atelier monetar imperial, foarte activ în secolele al III-lea și al IV-lea.
În timpul președintelui iugoslav Iosip Broz Tito, la Sremska Mitrovica a fost organizat un „gulag”, unde au fost închiși oponenți ai regimului comunist din spațiul iugoslav.

## Personalități legate de Sirmium / Sremska Mitrovica
- Anastasia din Sirmium, sfântă (n. Roma - d. 25 decembrie 304, Sirmium) a fost o martiră creștină;  moaștele sale au fost așezate în biserica din Constantinopol cu hramul Sfânta Anastasia, în anul 458.
- Montanus, preot creștin roman, sărbătorit de români
- Traianus Decius, împărat roman
- Aurelian, împărat roman
- Marcus Aurelius Probus, împărat roman
- Maximian, împărat roman
- Constanțiu al II-lea, împărat roman
- Grațian, împărat roman;
- Ilarion Ruvarac (1832 - 1905), preot, istoric sârb.

## Galerie de imagini

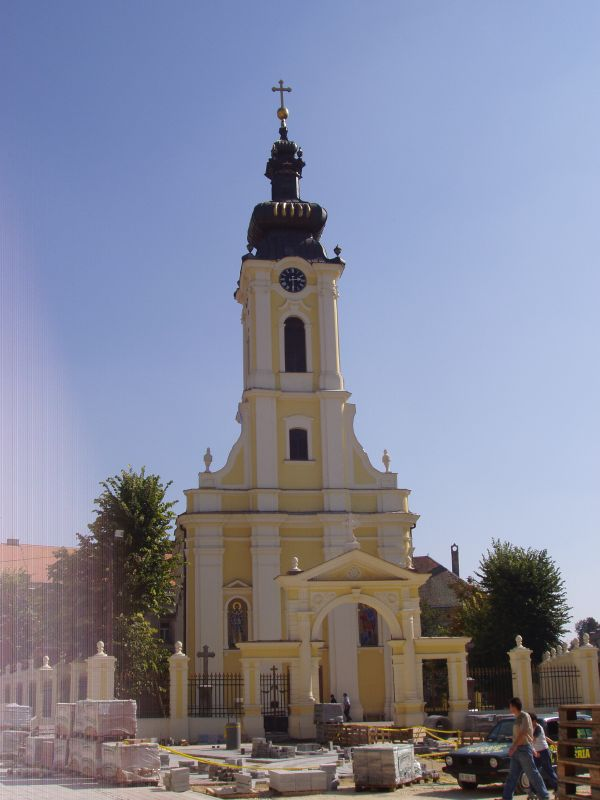
Biserica ortodoxă „Sfântul Dimitrie” din Sremska Mitrovica
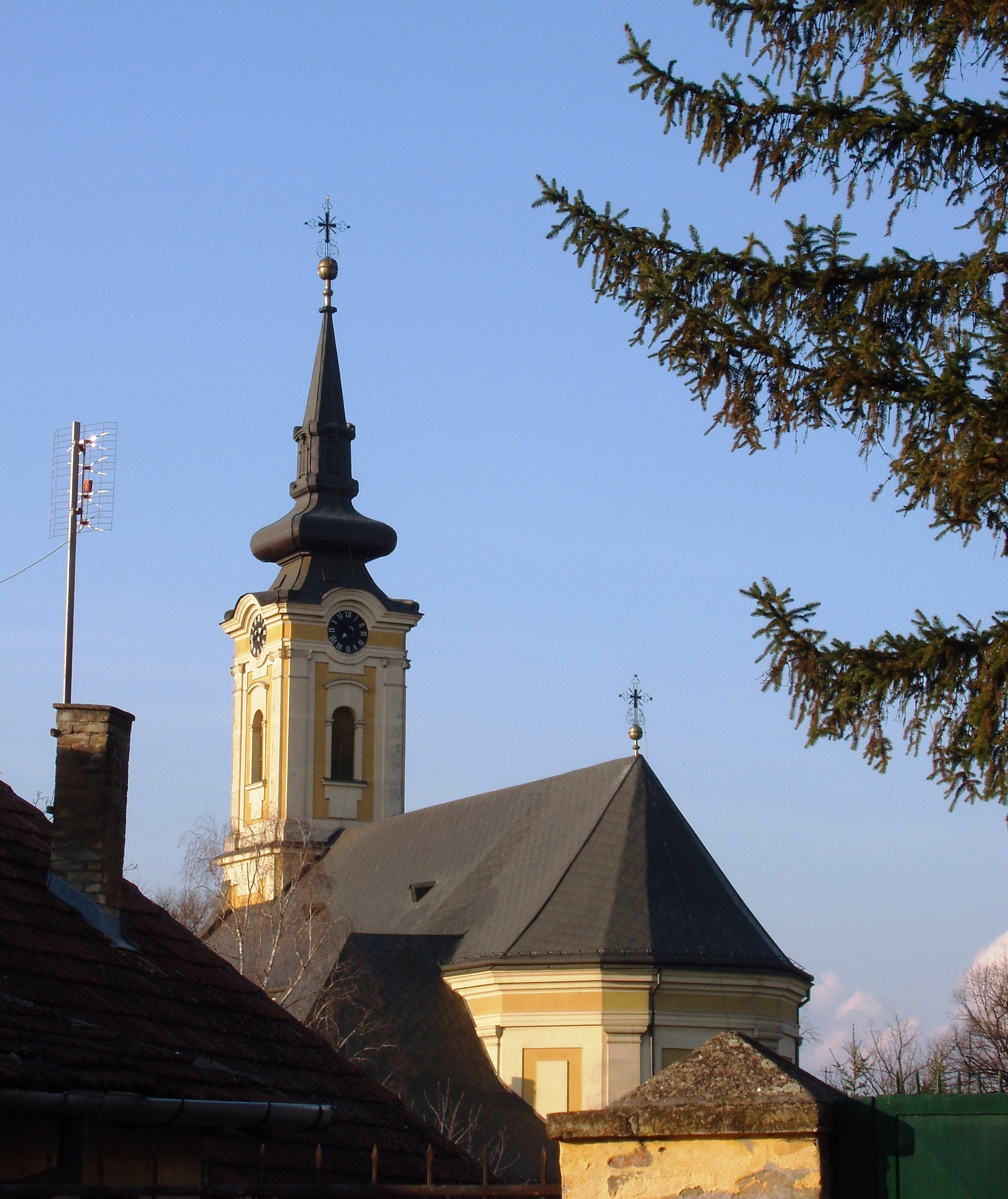
Biserica romano-catolică din Sremska Mitrovica
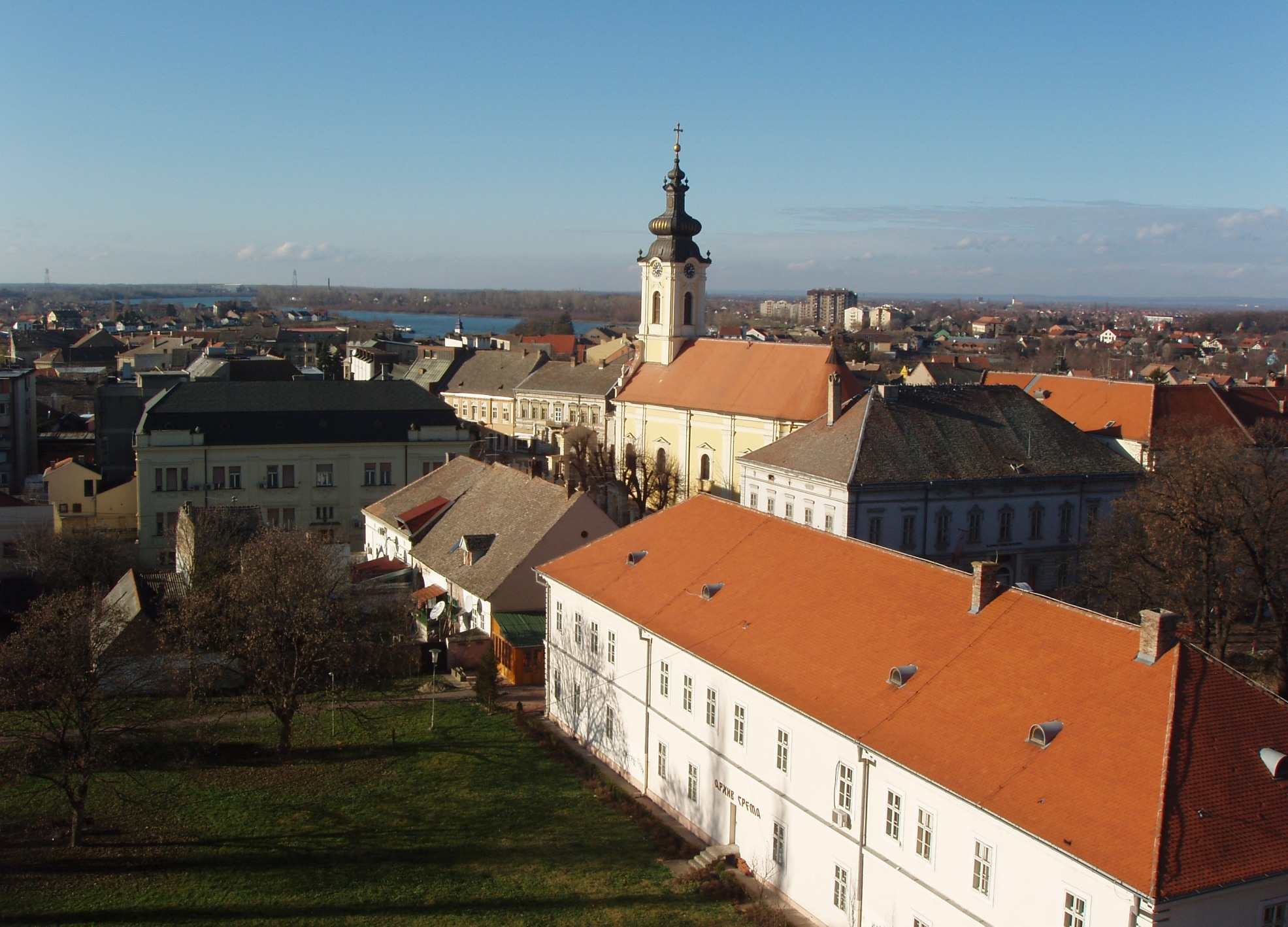
Vedere generală asupra orașului Sremska Mitrovița
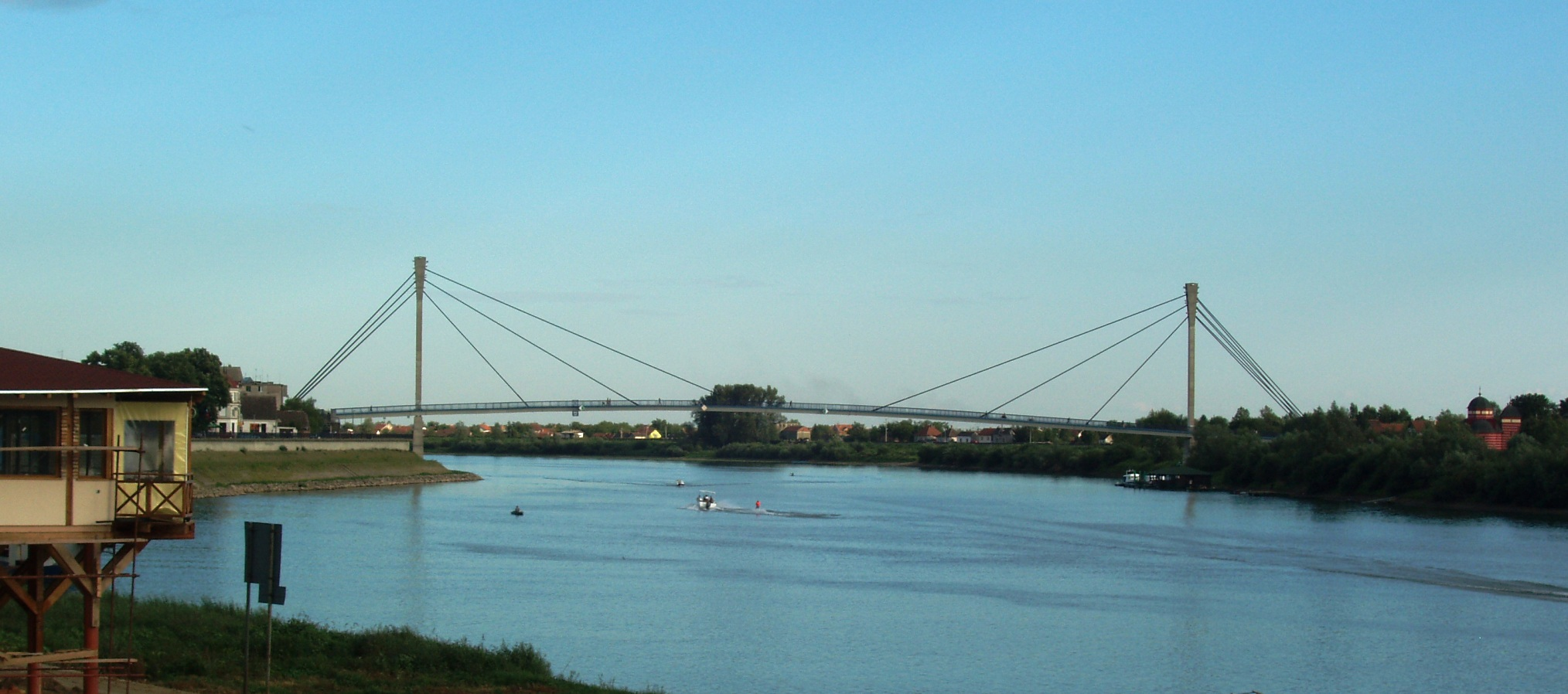
Podul „Sf. Irineu”, peste râul Sava, la Sremska Mitrovica
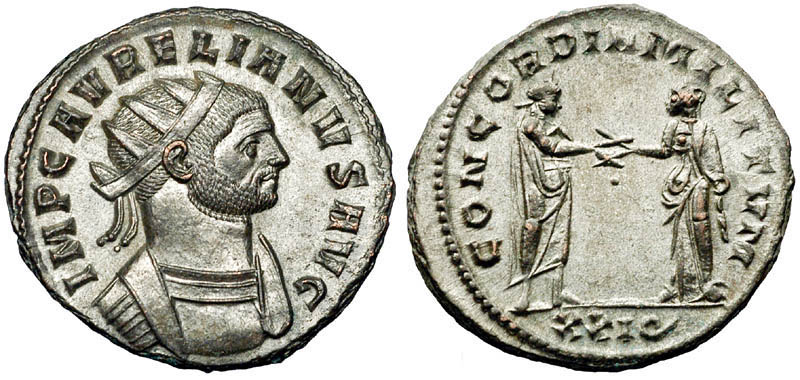
Monedă romană emisă sub Aurelian, născut la Sirmium, în 214; avers: IMP C AVRELIANVS AVG, cap cu coroană radială, bust cu platoșă, spre dreapta; revers: CONCORDIA MILITVM; XXIC, în exergă

## Înfrățiri
Sremska Mitrovica este înfrățit cu:
- Banja Luka, Bosnia-Herzegovina[6]